# Estadio Monumental Antonio Vespucio Liberti
Az Estadio Monumental Antonio Vespucio Liberti vagy egyszerűen csak: El Monumental egy labdarúgó-stadion Buenos Airesben, Argentínában. A stadion Buenos Aires Núñez nevezetű kerületében található és a River Plate, illetve az argentin labdarúgó-válogatott otthona. 1938. május 25-én nyitották meg, nevét a klub korábbi elnökéről (Antonio Vespucio Liberti) kapta. A legnagyobb méretű stadion Argentínában, 62000 néző befogadására alkalmas. 
Az 1951-es pánamerikai játékok és az 1978-as világbajnokság egyik helyszíne volt, itt rendezték többek között a torna döntőjét az Argentína–Hollandia összecsapást. Ezenkívül négy Copa América döntőt is ebben a stadionban játszottak, a legutóbbit 2011-ben.

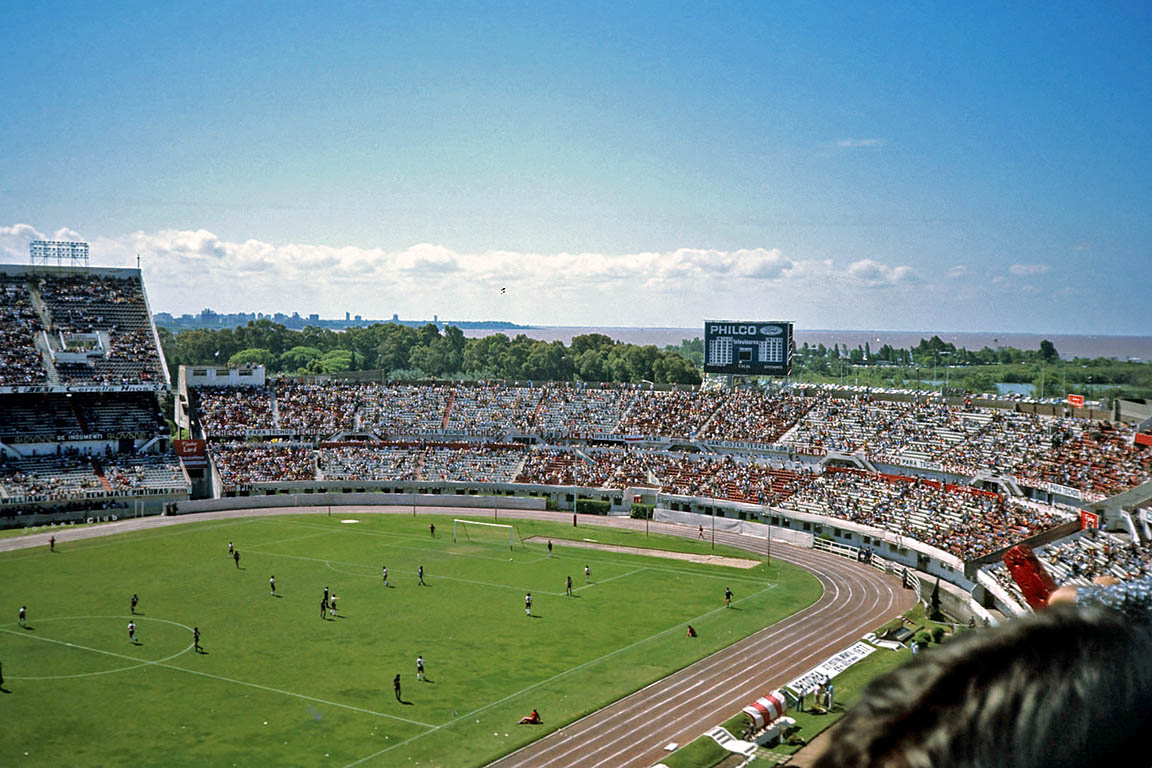
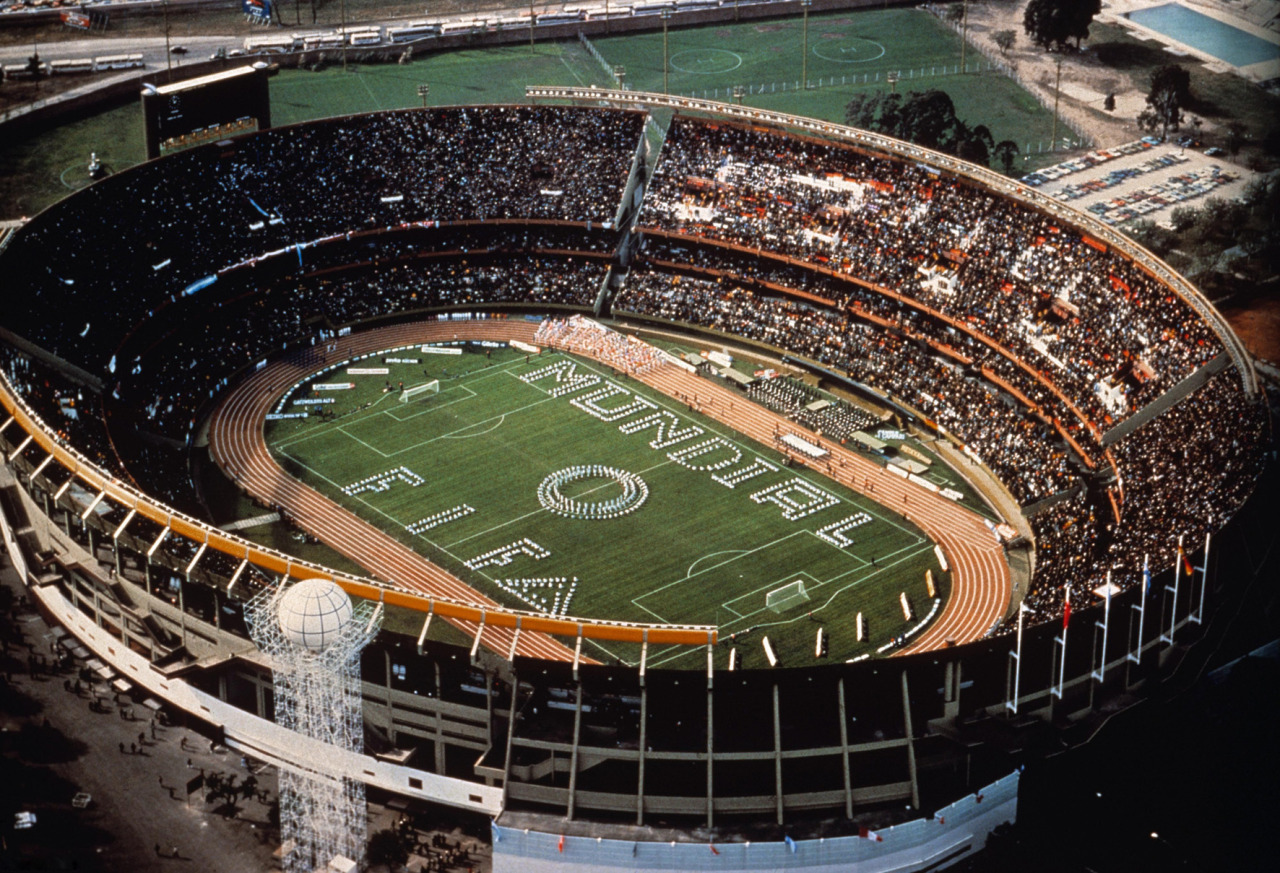
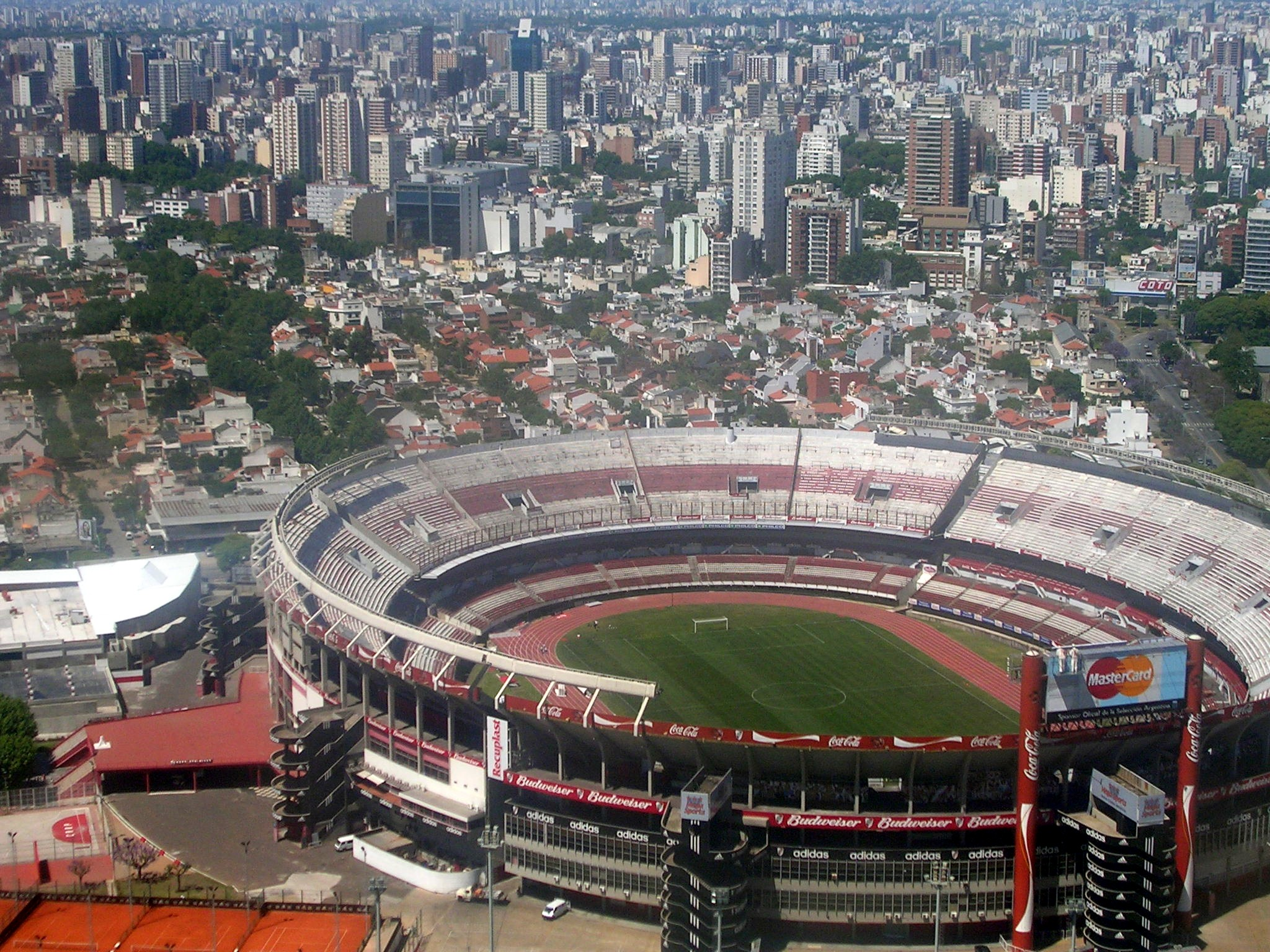
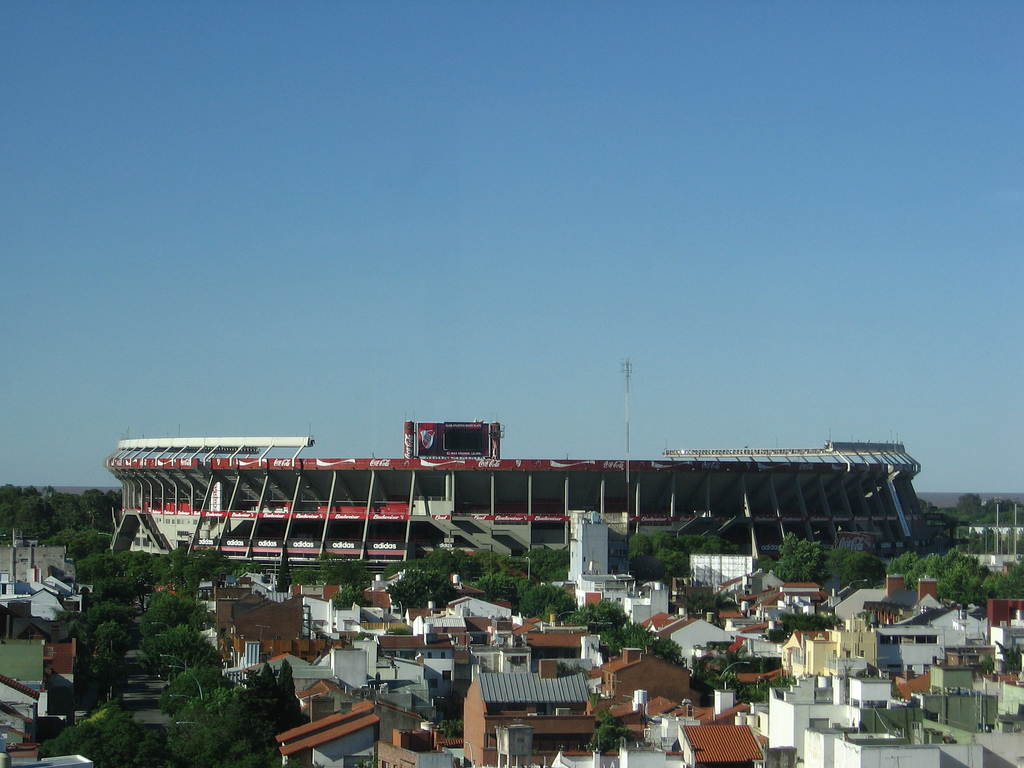

## Események

### 1978-as világbajnokság
| Dátum            | Pályaválasztó | Eredmény | Vendég        | Részletek     | Nézők  |
| ---------------- | ------------- | -------- | ------------- | ------------- | ------ |
| 1978. június 1.  | NSZK          | 0–0      | Lengyelország | 2. csoport    | 67 579 |
| 1978. június 2.  | Argentína     | 2–1      | Magyarország  | 1. csoport    | 71 615 |
| 1978. június 6.  | Argentína     | 2–1      | Franciaország | 1. csoport    | 71 666 |
| 1978. június 10. | Argentína     | 0–1      | Olaszország   | 1. csoport    | 71 712 |
| 1978. június 14. | NSZK          | 0–0      | Olaszország   | A csoport     | 67 547 |
| 1978. június 18. | Olaszország   | 1–0      | Ausztria      | A csoport     | 66 695 |
| 1978. június 21. | Olaszország   | 1–2      | Hollandia     | A csoport     | 67 433 |
| 1978. június 24. | Brazília      | 2–1      | Olaszország   | Bronzmérkőzés | 69 659 |
| 1978. június 25. | Hollandia     | 1–3      | Argentína     | Döntő         | 71 483 |